# کاتسومی نومیزو
کاتسومی نومیزو (ژاپنی: 野水 克己؛ ۱ دسامبر ۱۹۲۴ – ۵ نوامبر ۲۰۰۸) ریاضی‌دان ژاپنی-آمریکایی بود که برای کارهایش در زمینه هندسه دیفرانسیل شهرت داشت.